# Railway Mobile Radio
Der Bahnmobilfunk RMR (von englisch Railway Mobile Radio) fasst die Entwicklungsstufen der digitalen Zugfunksysteme im European Rail Traffic Management Systems (ERTMS) zusammen.
Dies umfasst
- GSM-R – englisch Global System for Mobile Communications – Rail – auf Basis des 2G GSM, später erweitert um GPRS (2G+)
- FRMCS – englisch Future Railway Mobile Communication System – auf Basis des 4G+ und 5G Mobilfunkstandards

Insbesondere die Frequenzbänder, die für den Bahnverkehr reserviert sind, werden für die Nutzung durch RMR klassifiziert.

## Geschichte
Mit der Entwicklung von FRMCS wurde darauf verwiesen, dass die Frequenzbänder für GSM-R nicht weltweit gleich sind. Nur ein relativ schmaler Bereich von 2 × 4 MHz ist in Europa harmonisiert (Downlink 921–925 MHz reserviert in 1999/569/EC), während weitere Frequenzen schon wieder unterschiedlich in den Ländern sind (Downlink 918–921 MHz reserviert in Deutschland, Schweiz, Lichtenstein). In dieser Situation kann es zu Interferenzen mit anderen Mobilfunkprovidern kommen. Für die erweiterten Anforderungen wird mehr jedoch mehr Bandbreite gebraucht. Auch die Erweiterung in Europa (Downlink 919,4–921 MHz reserviert in 676/2002/EC) reicht nicht aus. Daher erging im Juli 2018 eine Anfrage an den Funkfrequenzausschuss (Radio Spectrum Committee) zur Untersuchung von 10 MHz breiten Bereichen, entweder 1900–1910 MHz TDD oder innerhalb 2290–2400 MHz. Für die 5G Implementierung wird auch ein Gigahertz-Bereich benötigt, ebenda vorgeschlagen für 40,5–43,5 GHz mit 150 MHz Bandbreite. In der Anfrage von 2018 erscheint erstmals Railway Mobile Radio, da man für eine einfache Umstellung die bisherigen GSM-R Frequenzen für FRMCS mitverwenden will. Die Antwort der CEPT zur Reservierung zweier Bänder kam 2020 (Report 74 von Juli 2020 und CEPT Report 76 von November 2020). Bei der Einarbeitung in 3GPP wurden die Frequenzen dann 2021 auch Rail Mobile Radio genannt. Diese Organisation beschäftigt sich damit, wie man das 5G New Radio (NR) auch in einem kleinen MHz-Bereich (NB – narrow band) einsetzen kann.
2021 wurde dann neben 919,4–921 MHz zusätzlich 1900–1910 MHz für den Bahnmobilfunk RMR reserviert (2021/1730/EC).
Nach der Entscheidung zur gleichzeitigen Verwendung von GSM-R und FRMCS im 900-MHz-Bereich werden die nachfolgenden TSI (Technische Spezifikationen für die Interoperabilität) umgestellt. Neben den bisherigen Verweisen von ERTMS auf die GSM-R Baseline wird ab 2022 allgemeiner auf RMR verwiesen.
In der weiteren Planung soll das ungepaarte Frequenzband von 1900 bis 1910 MHz für Bahnmobilfunk ab 2025 verfügbar sein, und der flächendeckende Ausbau von FRMCS beginnen. Die Deutsche Bahn plant, FRMCS zwischen 2026 und 2035 einzuführen. Zu diesem Zeitpunkt wird auch die 5G-Technik bereits Stand der Technik sein, die Deutsche Telekom hatte angekündigt, bis 2025 mindestens 99 Prozent der Bevölkerung und 90 Prozent der Fläche Deutschlands mit 5G versorgen zu wollen.
Neben der technischen Abschaltung von GSM ab frühestens 2030 ist die Umstellung des Bahnmobilfunks auch von der Umrüstung von Strecken auf European Train Control System getrieben. In größeren Eisenbahnknoten, insbesondere auch Rangierbahnhöfen und einigen Hauptbahnhöfen, reicht die Bandbreite des Bahnmobilfunks nicht aus, um auf Außensignale verzichten zu können. Die Umstellung auf ETCS Level 2 „ohne Signale“ nach Baseline 3 hat sich jedoch als kosteneffektiv erwiesen, sodass man auf die Errichtung von ETCS signalgeführt verzichten will, sobald dies möglich ist. Der Ausbau von RMR mit den neuen Frequenzen wird daher vorangetrieben.